# 構造原理
構造原理（こうぞうげんり、構成原理、組み立て原理、増成原理とも、英: Aufbau principle、独: Aufbauprinzip）は、原子において、電子はエネルギー準位の低い電子軌道から先に占有するとする原理をいう。なお、ドイツ語: Aufbauは「築きあげること」という意味である。
「組み立て」の流れの詳細は原子オービタル関数によって数学的に記述される。電子の振る舞いは、フントの規則やパウリの排他原理といったその他の原子物理学の原理によって作り上げられる。フントの規則は、たとえ同じエネルギーの複数のオービタルが利用できるとしても、その他の電子によって占有されたオービタルを再利用する前に、占有されていない軌道をまず埋める、と断言する。しかし、パウリの排他原理によれば、2つの電子が同じオービタルを占有するためには、それら電子は異なるスピン（−1/2および1/2）を持っていなければならない。
殻模型として知られる構造原理の原子核版は、原子核中の陽子と中性子の配置を予測するために使われる。

## 概要
電子軌道は方位量子数の小さい順にs軌道、p軌道、d軌道、f軌道となっている。副殻はそれぞれ主量子数を前において1s、2pなどと表され、通常はエネルギーの低い順に、1s, 2s, 2p, 3s, 3p, 4s, 3d, 4p, 5s,... が占有される。

## 例外
すべての元素がこの原理に従っているわけではなく、例外が存在する。たとえば第4周期では、
- 24Cr: [Ar] 3d5 4s1 ([Ar] 3d4 4s2  ではない)
- 29Cu: [Ar] 3d10 4s1 ([Ar] 3d9 4s2  ではない)

である。これは、3d軌道が半閉殻/閉殻になった方がエネルギー的に安定なためである。